# Сан-Хуан-де-Паяра
Сан-Хуан-де-Паяра (исп. San Juan de Payara) — город на юго-западе Венесуэлы, на территории штата Апуре. Является административным центром муниципалитета Педро-Камехо.

## Географическое положение
Сан-Хуан-де-Паяра расположен в северо-восточной части штата, к северу от реки Апуре-Секо (Апурито), на расстоянии приблизительно 26 километров к юго-западу от Сан-Фернандо-де-Апуре, административного центра штата. Абсолютная высота — 40 метров над уровнем моря.

## Климат
Климат города характеризуется как тропический, с сухой зимой и дождливым летом (Aw в классификации климатов Кёппена). Среднегодовое количество атмосферных осадков — 1751 мм. Средняя годовая температура составляет 27,5 °C.

## Население
По данным Национального института статистики Венесуэлы, численность населения города в 2013 году составляла 12 062 человека.

## Транспорт
Через город проходят национальная автомагистраль № 2.